# Fulbrightia gallicola
Fulbrightia gallicola är en insektsart som beskrevs av Ferris 1950. Fulbrightia gallicola ingår som enda art i släktet Fulbrightia, och familjen eksköldlöss. Inga underarter finns listade i Catalogue of Life.